# Ivo Petrić
Ivo Petrić, slovenski skladatelj, * 16. junij 1931, Ljubljana, † 13. september 2018, Ljubljana.

## Življenjepis
Na Akademiji za glasbo v Ljubljani je leta 1958 diplomiral iz dirigiranja in kompozicije.
Petrić je v svoji pestri in bogati glasbeni karieri deloval kot oboist, umetniški vodja Slovenske filharmonije (1979-1995), deset let kot tajnik Društva slovenskih skladateljev, kot vodja Ansambla Slavko Osterc, kot vodja edicij pri Društvu slovenskih skladateljev (1970-2002) in kot profesor na Akademiji za glasbo v Ljubljani.
Prejel je številne nagrade, študentsko Prešernovo nagrado (leta 1955), nagrado Prešernovega sklada (1971), Župančičevo nagrado mesta Ljubljana za ustvarjalnost, Kozinovo nagrado, Prešernovo nagrado za življenjsko delo (2016) ter številne tuje nagrade.
Petrić je bil izjemno plodovit skladatelj, avtor preko 190 skladb za najrazličnejše zasedbe.